# آلومینیم مولیبدات
آلومینیم مولیبدات (به انگلیسی: Aluminium molybdate) با فرمول شیمیایی Al۲(MoO۴)۳ یک ترکیب شیمیایی است. که جرم مولی آن ۵۳۳٫۷۷ g/mol می‌باشد. 